# راکسبری (کانزاس)
راکسبری (به انگلیسی: Roxbury) یک محدوده ثبت‌نشده در شهرستان مک‌فرسون ایالت کانزاس کشور ایالات متحده آمریکا است که جمعیت آن در سرشماری سال ۲۰۱۰ میلادی، ۱۰۴ نفر بوده‌است.